# Insalata

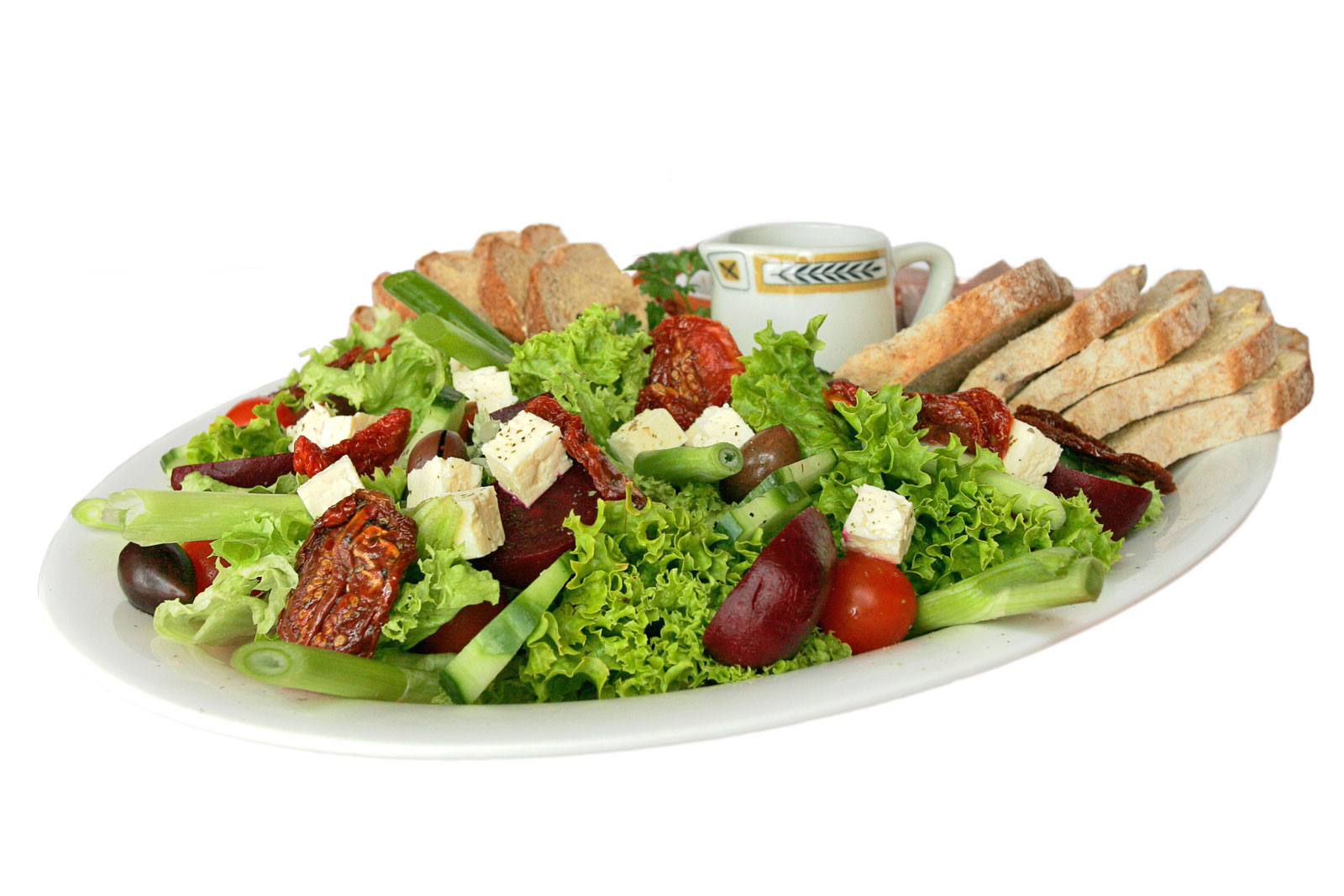
Un piatto di insalata

L'insalata è una preparazione alimentare composta da più ingredienti, principalmente verdure crude o cotte, caratterizzata dal fatto di essere condita a crudo e condita solitamente con una miscela di sale da cucina e olio d'oliva e/o aceti o spremuta di limone e/o altri ingredienti opzionali come pepe, origano, aglio, prezzemolo, rafano e altre spezie aromatiche fresche o essiccate, ma anche con salse varie, come maionese, senape o salsa di soia.
Il termine deriva dal latino sal (cioè "sale"), da cui "insalare". Per estensione, il vocabolo viene comunemente usato anche per indicare l'ingrediente principale della ricetta, ossia gli ortaggi in foglia, soprattutto la lattuga.

## Tipologie

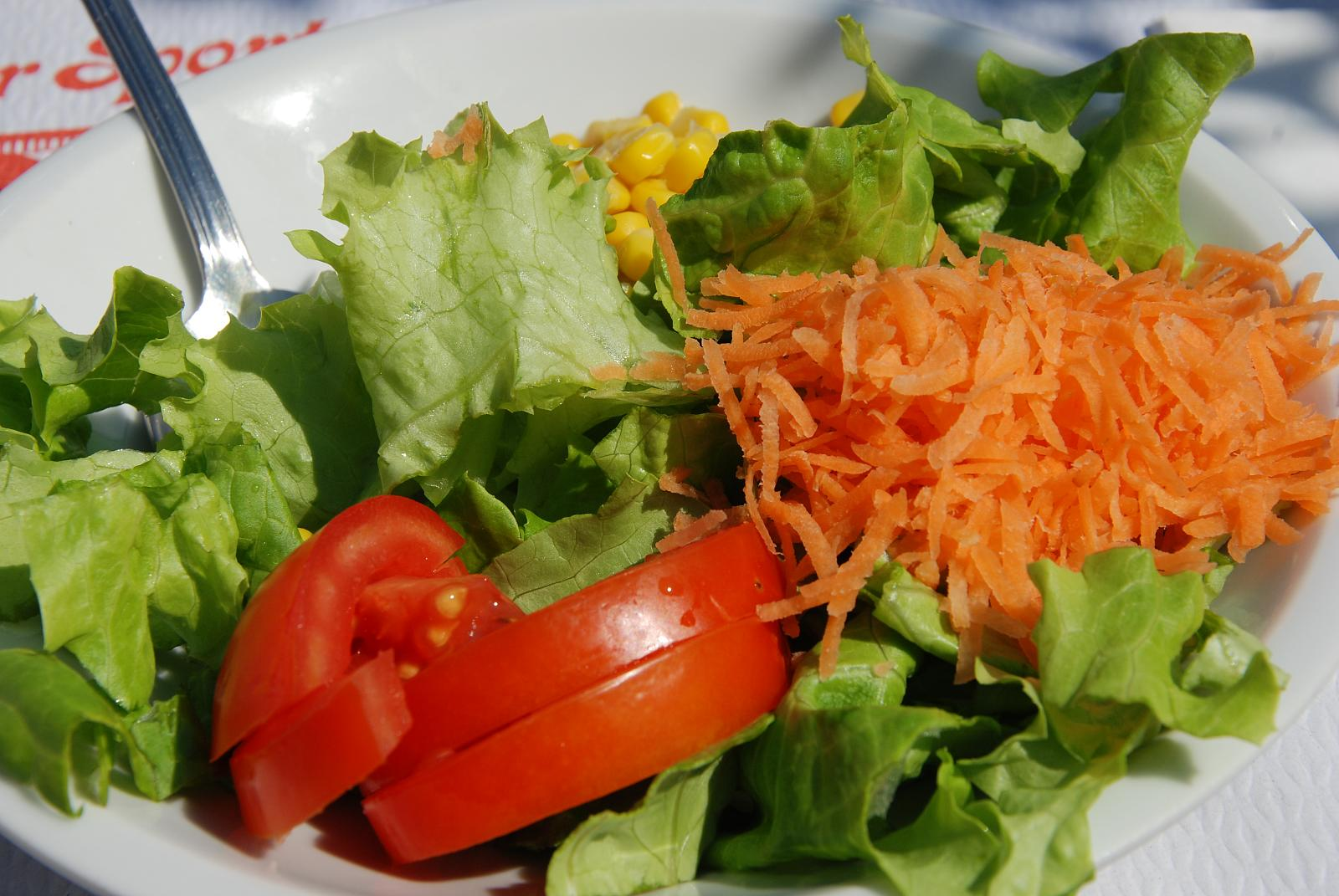
Insalata mista

Nel linguaggio comune, per insalata si intende spesso la semplice insalata verde, preparata solamente con ortaggi crudi in foglia di solito varietà di lattuga. Tuttavia esistono ricette che prevedono anche l'uso di altri ortaggi in foglia più o meno sottile, come la valeriana o il basilico ma anche alcune varietà di cicoria, radicchio o indivia, oppure la rucola, gli spinaci, il cavolo cappuccio ecc.
Si parla di "insalata mista" nel caso in cui all'insalata di foglie vengano mescolati altri ortaggi crudi anch'essi sminuzzati, di solito pomodori e carote, ma anche  cipollotti e cipolle, peperoni, finocchi, cetrioli,
rapanelli, champignon,
sedano, zucchina e fiore di zucca,
rapa rossa, mele, arance, meloni, avocado, eccetera.
A volte a questi si mescolano minori quantità di semi e frutta secca oleaginosa, come ad esempio semi di papavero, lino, sesamo, girasole e zucca, pinoli, pistacchi, arachidi, mandorle e noci varie anche frantumati con mortaio, schiaccianoci o altri vari modelli di macchinari trituranti come ad esempio frullatori con contenitori adeguati che permettono anche l'emulsione con liquidi per la preparazione di salse per il condimento.
Esistono poi ricette che prevedono appunto anche l'aggiunta di ortaggi in conserva, come ad esempio uva passa o altra frutta essiccata reidratata, olive, cucunci, melanzane, carciofi, zenzero e crauti in salamoia, in agrodolce, sott'aceto o sott'olio, e altri fermentati come ad esempio il tempeh fritto, oppure di ortaggi bolliti o cotti al vapore e serviti in insalata a temperatura ambiente o meno, mescolati o meno agli ortaggi crudi, come ad esempio cavolini, broccoli, cavolfiori, mais oppure legumi come fagiolini e fagioli vari, fave, ceci, eccetera, nonché di altri fritti, come banane e tofu.
Inoltre esistono ricette di insalate a base di altri amidacei farinacei come patate o cereali e pseudocereali cotti con o senza sale, raffreddati e quindi conditi con gli altri ingredienti crudi e cotti, come l'insalata di riso, l'insalata di quinoa, l'insalata di farro per quanto riguarda cereali e pseudocereali in chicchi più o meno raffinati oppure l'insalata di cuscus, l'insalata di pasta e le panzanelle per quanto riguarda i prodotti da farine e semole di cereali e pseudocereali più o meno integrali.

## Varianti locali

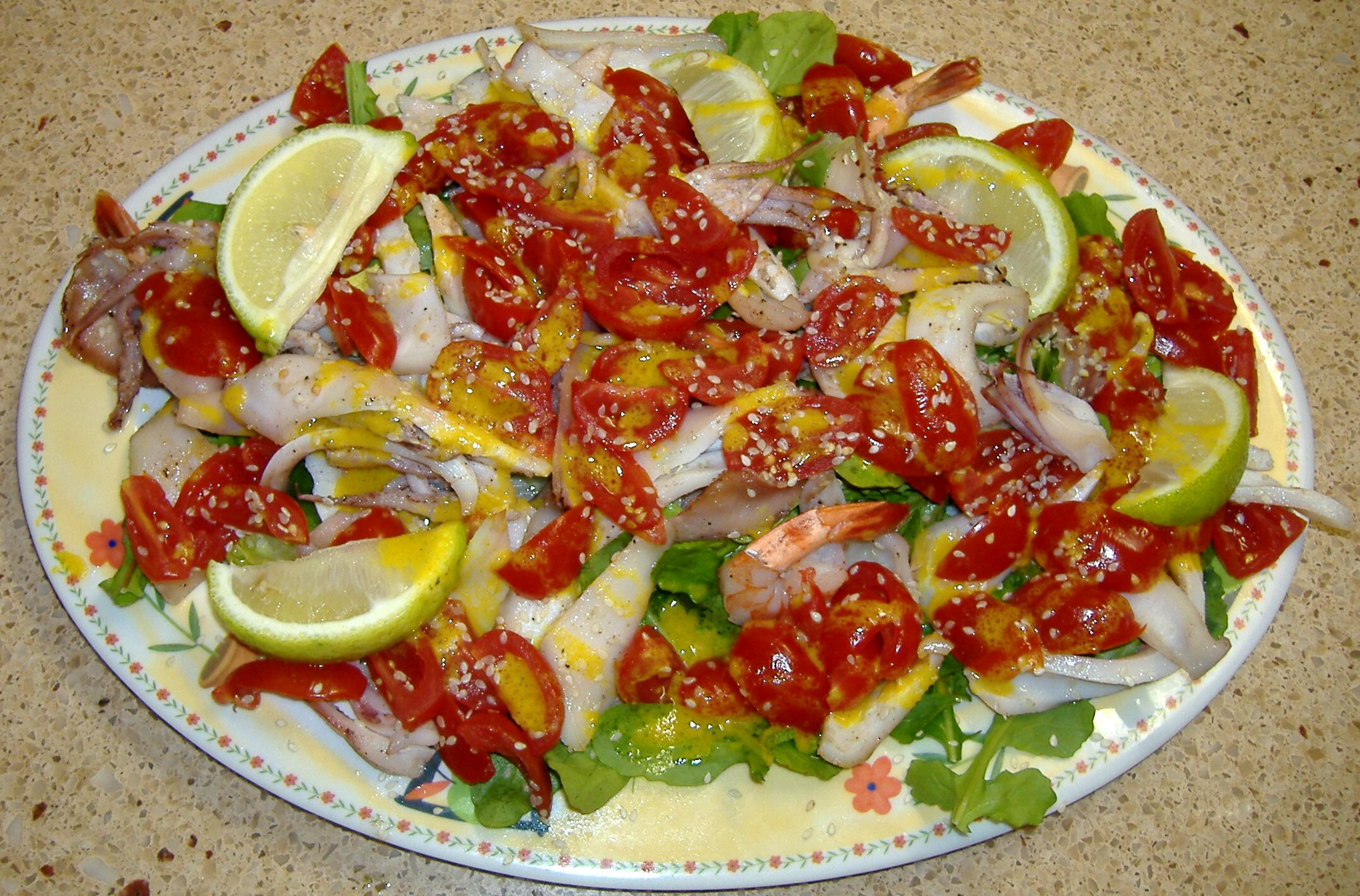
Insalata di pomodorini, calamari e gamberetti

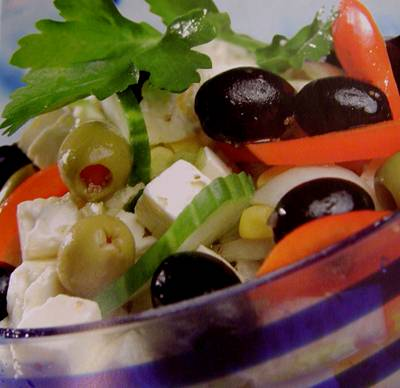
Insalata greca

Nella cucina siciliana vi è l'insalata tradizionale di finocchio e arance, mentre a Pantelleria l'insalata pantesca, con patate, pomodori, olive, sgombro sott'olio e capperi di Pantelleria.
Nella cucina piemontese vi è l'insalata con cipolla al forno, e l'insalata di soncino e uova sode.
Nella cucina napoletana è famosa l'insalata di mare con polpi, seppie, calamari e gamberetti lessi conditi con olio d'oliva, succo di limone e prezzemolo tritato.
Nel periodo natalizio, è d'uso l'insalata di rinforzo, con cavolfiore lesso, olive, acciughe salate e sottaceti, il tutto condito con sale, olio e aceto. Tra le insalate della cucina piemontese caratteristica è la salada dij prà, a base di foglie di tarassaco (che viene chiamato girasole).
Nella cucina greca vi è l'insalata greca, con pomodoro, cipolla, olive nere, formaggio feta e origano, 
mentre nella cucina internazionale vi è l'insalata russa a base di ortaggi lessi e maionese. Negli Stati Uniti è famosa la Caesar salad fatta con lattuga romana, crostini di pane soffritti, formaggio parmigiano e altri condimenti, spesso venduti già mescolati in un'apposita salsa di condimento.

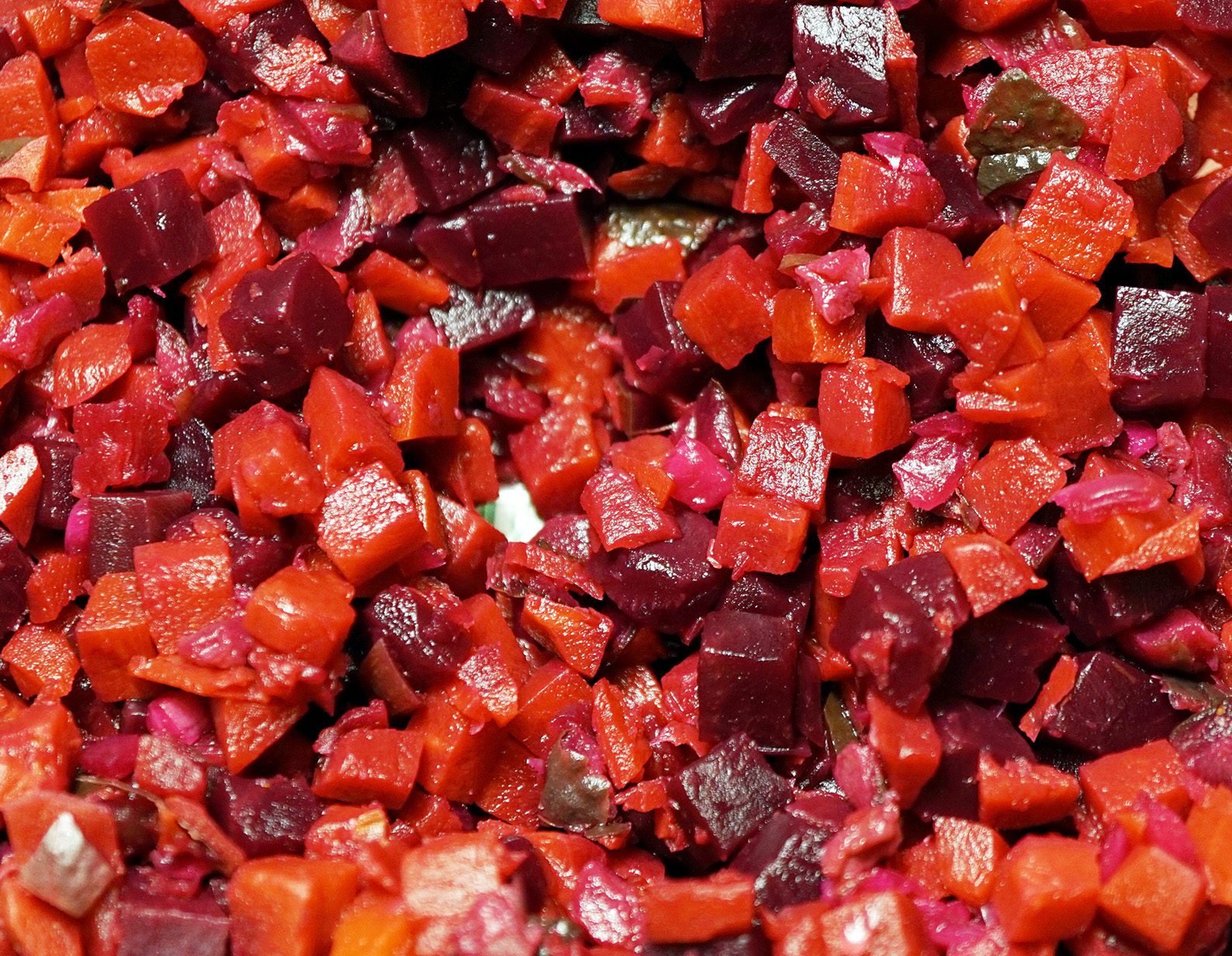
Il rosolli

In Finlandia, un piatto tipico natalizio è il rosolli, un'insalata di barbabietole, patate, carote e — talora — aringa in salamoia, cipolla o mela.